# Джермін (Пенсільванія)
Джермін (англ. Jermyn) — місто (англ. borough) в США, в окрузі Лекаванна штату Пенсільванія. Населення — 2150 осіб (2020).

## Географія
Джермін розташований за координатами 41°31′38″ пн. ш. 75°32′44″ зх. д. / 41.52722° пн. ш. 75.54556° зх. д. (41.527298, -75.545436).  За даними Бюро перепису населення США в 2010 році місто мало площу 2,05 км², уся площа — суходіл.

## Демографія
Згідно з переписом 2010 року, у селищі мешкало 2169 осіб у 951 домогосподарстві у складі 581 родини. Густота населення становила 1057 осіб/км².  Було 1017 помешкань (496/км²).
Расовий склад населення:
| - 96,8 % — білих - 1,1 % — чорних або афроамериканців - 0,4 % — азіатів - 0,3 % — корінних американців |

До двох чи більше рас належало 0,8 %. Частка іспаномовних становила 2,1 % від усіх жителів.
За віковим діапазоном населення розподілялося таким чином: 20,4 % — особи молодші 18 років, 61,7 % — особи у віці 18—64 років, 17,9 % — особи у віці 65 років та старші. Медіана віку мешканця становила 42,1 року. На 100 осіб жіночої статі у селищі припадало 92,5 чоловіків;  на 100 жінок у віці від 18 років та старших — 90,5 чоловіків також старших 18 років.
Середній дохід на одне домашнє господарство  становив 51 111 долар США (медіана — 42 083), а середній дохід на одну сім'ю — 62 329 доларів (медіана — 50 714). Медіана доходів становила 40 592 долари для чоловіків та 34 667 доларів для жінок. За межею бідності перебувало 15,0 % осіб, у тому числі 13,9 % дітей у віці до 18 років та 15,5 % осіб у віці 65 років та старших.
Цивільне працевлаштоване населення становило 1049 осіб. Основні галузі зайнятості: освіта, охорона здоров'я та соціальна допомога — 26,3 %, роздрібна торгівля — 15,3 %, виробництво — 13,4 %, мистецтво, розваги та відпочинок — 12,5 %.